# Magyarvistai református templom
A magyarvistai református templom a kalotaszegi Magyarvista református temploma Erdélyben, Romániában.
Magyarvista falu templomával együtt már 1291-ben püspöki birtok volt, melynek papja Monoszló nemzetségéből származó Péter, aki feltehetőleg a templomot is építette Péter apostol tiszteletére. A falu református egyházáról írásos emlékek 1580-ból származnak. Kolozsváron 1563-ban jelent meg nyomtatásban a latin nyelvű Heidelbergi Káté és így a tőle alig 20 km-re fekvő falu hamar áttért a református hitre. 
A templom faszerkezete egész Erdélyben a legrégebbi, de Közép-Európában is ritkaságszámba megy.

## Története és leírása

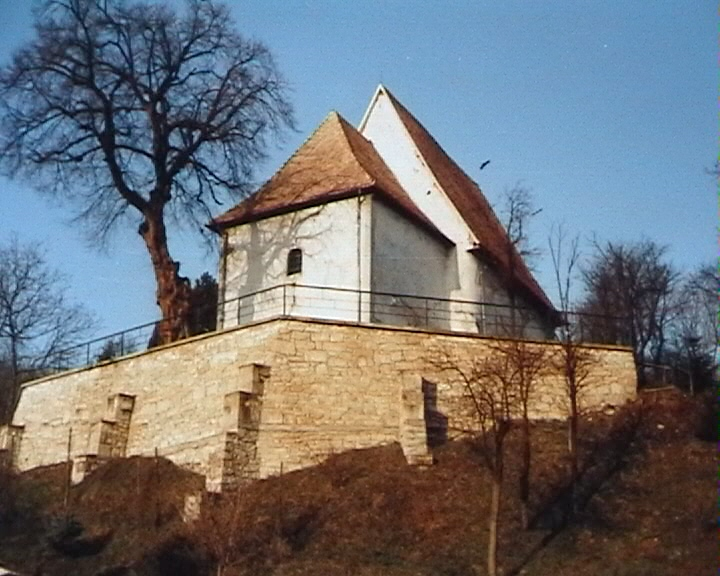
Magyarvista református temploma

A templom eredeti román kori részei – a négyszögű szentély alaprajza, a félköríves diadalív, a befalazott ereklyetartó, a nyugati félköríves, levéldíszes-szőlőfürtös kapu és a nyugati homlokzaton a rozettás körablak – a 13. század második feléből maradtak fenn. 1935-ben a reformáció során elbontott sekrestye alapfalain belül íves falazatot találtak, ami egy korábbi, középkori kerektemplom része lehetett, melynek nagyobb része a szentély alatt rejtőzik.
A Teleki László Alapítvány támogatásával folyó állagmegóvó munkák részeként 2022-ben a csíkszeredai Anno Domini Dendrolab dendrokronológiai módszerrel megvizsgált 15 famintát, köztük a a templomhajó hosszában, középen futó mestergerendát és az azt alátámasztó faoszlopot. Megállapították, hogy a mestergerenda és a faoszlop egykorú, feltehetően egységesen 1329–1330 telén kivágott fákból származnak, a tetőszerkezetet alátámasztó oszlop alapjául szolgáló tölgy ekkor 180 éves volt. Ez alapján a templom faszerkezete egész Erdélyben a legrégebbi, de Közép-Európában is ritkaságszámba megy.
Freskói a 14. század első feléből (de a feltehetőleg 1330-ban épült faszerkezet elkészülte utánról), valamint 1400 körülről származnak.
1488-ban már állt benne egy Szűz Mária tiszteletére szentelt oltár. Hajójának megmagasítására és szentélyének beboltozására 1498-ban került sor, erre utal a templomhajó bordás boltozatának zárókövén található évszám. A festett dekorációból (a freskókból) csak a hajó oldalfalait díszítők maradtak meg az átépítés után.
A templom jelenlegi belső képe a 17–18. századi berendezés elkészítése után alakult ki. A mai hajó-tetőszerkezet is a 17. században épült, de a korábbi tetőszerkezet számos elemét újrahasználták.
A templom hajóját díszítő középkori falképek 1912-ben kerültek felszínre egy nagyobb arányú felújítás alkalmával. Teljes feltárásukat Gróh István végezte el 1913-ban és akvarellmásolatokat is készített róluk, melyeket ma az OMvH Tervtára őriz. A másolatok alapján ismertek a falak freskóábrázolásai: Betlehemi gyermekgyilkosság, Jézus megkeresztelése, Menekülés Egyiptomba. Olajfák hegye, Utolsó vacsora, Krisztus ostorozása, Töviskoronázás, Keresztvitel, Kálvária, Szent Miklós lecsendesíti a tengert, Két szent alakja.
Az első világháború kitörése miatt a freskók restaurálására már nem kerülhetett sor és a trianoni diktátum után már nem is lehetett anyagi fedezetet teremteni a szakszerű helyreállításhoz (s a protestáns szemlélet miatt is) a gyülekezet 1920-ban lemeszeltette a képeket.
A templom átalakítását, bővítését többször tervezték, utoljára 1938-ban Kós Károly tervei alapján, de ezek nem valósultak meg.
1996-ban Pál Péter restaurátor a hajó déli falán 10x10 cm-es szondát nyitott, amelyben a Szent Miklóst ábrázoló jelenet egyik figurája került elő.
A templom festett faberendezése több korszakban készült.
A legkorábbi emlék egy megcsonkított kétüléses stallum, amelyet a későbbiekben átfestettek. Díszítése, lapos faragása alapján a 15. század végén, vagy a 16. század elején készülhetett.
1699-ben Gyalui Asztalos János dolgozott a templomban, elkészített a nyugati karzatmellvédet és annak alsó kazettáit. Ez a mester egyetlen szignált műve.
„ANNO DOMINI 1699. AZ ISTENHÁZÁNAK EKESSEGERE. AZ LEGENYEK CSINAL(TA)TTAK. ISTENHEZ VALO JO INDDILATTYOKBOL BIRAJOK VOLT BARTA JANOS URAM. ISTENE LEGYEN A DICSOSSEGH MENYBEN ÉS IT EZ FÖLDÖN. GYALUBAN LAKO AZTALOS JÁNOS MUNKÁJA: EZ: BEKESSEG EZ SZENT HAZNAK.”
1763-ban az Umling-műhely-műhely tevékenykedett a templomban. A déli bejárati ajtó valószínűleg idősebb Umling Lőrinc munkája, míg Lőrinc fia festette a nyugati ajtót és 120 kazettából álló mennyezetet, noha a munkát elvállaló idősebb Umling neve szerepel a kazettákon.
„E MENYEZET KESZITTETETT ISTEN DITSÖSÉGERE AZ EKLESIA KÖLTSÉGEVEL MDCCLXV DIK ESZTENDÖBEN KISASSZON HOV UTOLSO NAPJAIBAN TISZ(teletes) PREDIKATOR M{.} DOSA GYÖRGY{,} Curator SZEKELY ANDRAS{,} EGYHAZFI BOR MARTON SERÉNy INDUSTRIAJOK S VIGYAZASOK ALTAL{.} ISTENÉ A DITSöSÉG{.} IDÖS ASZTALOS UMLING LÖRINTZ MUNKÁJA“ (Ke 1: 97)
1767-ben a fiatal Umlingok dolgoztak a templomban, ekkor készültek a festett padmellvédek, a szószék és a jelenleg átfestett zsoltármutató tábla.
A templom orgonáját 1825-ben Andreas Eitel kolozsvári szász orgonaépítő készítette.
A harangláb 1760-an készült. Eredetileg fazsindellyel volt fedve, nagy harangja 1784-ből való. Geréb László püspök adományozta a magyarvistai gyülekezetnek, rajta "IHUS NAR" (Názáreti Jézus) felirat olvasható.
Figyelemre méltó a templom mellett elhelyezkedő temető is, régi sírköveivel.

## Képgaléria

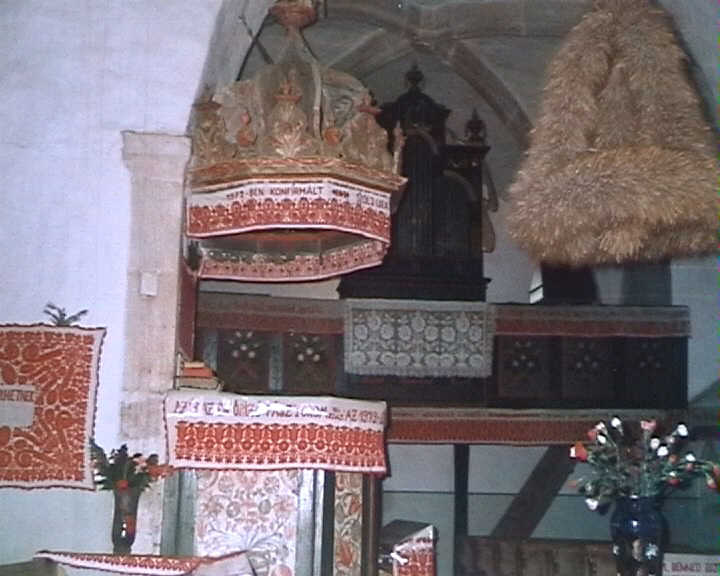
Magyarvistai templom belső
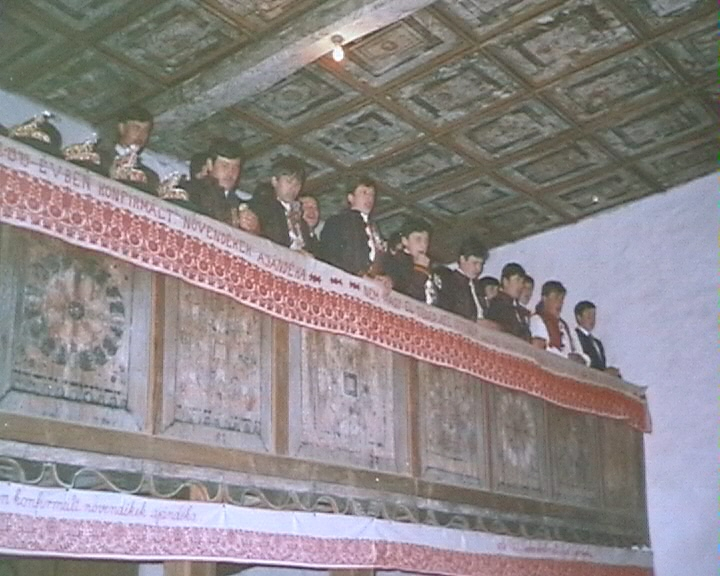
Magyarvistai festett mennyezet és karzat
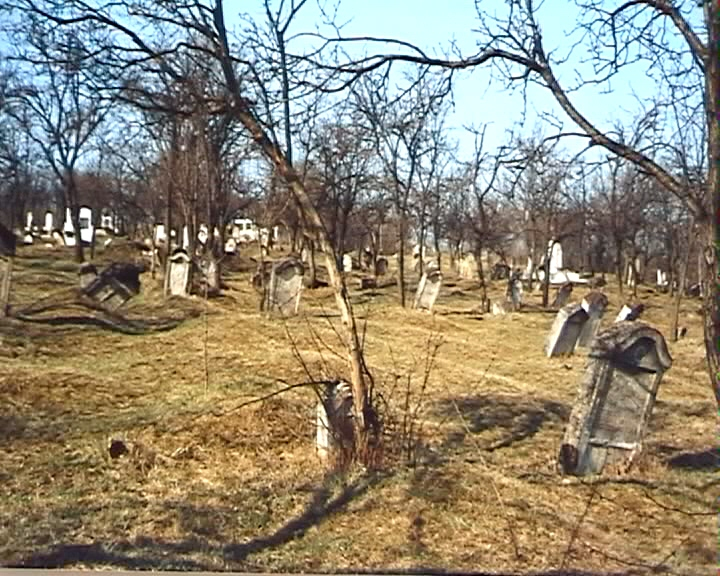
Magyarvista temetője

## Külső hivatkozások
- www.erdelyiturizmus.hu Archiválva 2006. augusztus 8-i dátummal a Wayback Machine-ben
- Képek
- Kalotaszeg honlapja – kalotaNET